# Boğaztepe/Monarga
Monarga (griechisch Μοναργά, türkisch Boğaztepe) ist einer der Orte auf der Karpas-Halbinsel im Osten Zyperns, an deren Südwestrand er liegt, genauer gesagt, an der Bucht von Famagusta. Die Herkunft des griechischen Namens ist ungeklärt. 1958 nannten sie die türkischen Zyprioten Deregeçit, was ‚Flusspassage‘ bedeutet. Seit 1975 heißt der Ort Boğaztepe.

## Geschichte
Schon im osmanischen Zensus von 1831 erwies sich, dass dort ausschließlich Muslime lebten, von denen man in dem kleinen Dorf sechs Haushaltsvorstände zählte. Während das Dorf allerdings 1891, also während der britischen Kolonialherrschaft, noch 61 türkischsprachige Einwohner zählte, die allesamt als „Türken“ bezeichnet wurden, nahm die Bevölkerung kontinuierlich ab. So zählte man 1901 nur noch 44 und zehn Jahre später sogar nur noch 35 Einwohner, eine Zahl, die 1921 mit 31 ihren Tiefpunkt durchschritt. In diesem Jahr lebten zwei „Griechen“ im Ort. Während man zehn Jahre später bei nunmehr 35 Einwohnern keinen Griechen mehr zählte, lebten dort 1946 drei Griechisch sprechende Zyprer und 56, die Türkisch sprachen. 1960 zählte die Ortschaft immerhin 75 Einwohner, von denen 18 als „Griechen“ galten, worunter man zu dieser Zeit allerdings auch alle anderen christlichen Konfessionen subsumierte, auch solche, die keinerlei Beziehung zu Griechenland hatten, und die auch nicht von griechischen Zyprern abstammten.
Während der bürgerkriegsartigen Auseinandersetzungen der Jahre 1963 und 1964 wurden die etwa 60 Türken aus dem Dorf vertrieben. Sie fanden in Ovgoros/Ergazi Zuflucht, aber auch in Altınova/Agios Iakovos und in Avgolida/Kurtuluş, die von türkischen Einheiten kontrolliert wurden. 1973 zählte man nur noch 22 „Griechen“ in dem fast ausgestorbenen Dorf.
Im Juli 1974 beschoss die türkische Luftwaffe Monarga, das im tiefer gelegenen Bereich über eine kleine Militärbasis mit Waffen zur Abwehr von Luftangriffen verfügte. Ein Kampfflugzeug wurde abgeschossen, der Pilot starb. Am 14. August 1974 flohen alle Griechen und eine maronitische Familie mit ihren zwei Söhnen vor den heranrückenden türkischen Truppen aus dem Dorf nach Süden. Ihre Zahl wurde um 2010 auf 20 bis 25 geschätzt. Damit war das Dorf entvölkert. Das Haus der Maroniten übernahm zunächst ein hoher türkischer Offizier, dann eine türkische Familie aus Monarga.
Die meisten türkischen Bewohner kehrten nach und nach zurück, doch bilden sie inzwischen eine Minderheit unter den Dorfbewohnern, denn es kam zu einer verhältnismäßig starken Zuwanderung. 1978 zählte man wieder 178 Einwohner, 1996 waren es bereits 334. Diese Zahl stieg in den folgenden zehn Jahren auf 444. Unter den Zuwanderern befanden sich Europäer und vermögende Türken aus dem Norden der Insel, die im Dorf investierten. 2011 zählte man jedoch nur noch 312 Einwohner.